# Malcata
Malcata este o arie protejată (sit de importanță comunitară — SCI) din Portugalia întinsă pe o suprafață de 79.380,02 ha, integral pe uscat.

## Localizare
Centrul sitului Malcata este situat la coordonatele 40°21′31″N 6°57′54″W / 40.3586°N 6.9651°V.

## Înființare
Situl Malcata a fost declarat sit de importanță comunitară în iunie 1997 pentru a proteja 2 specii de plante și 58 de specii de animale.

## Biodiversitate
Situată în ecoregiunea mediteraneană, aria protejată conține 20 de habitate naturale: Lacuri eutrofice naturale cu vegetație de tip Magnopotamion sau Hydrocharition, Iazuri temporare mediteraneene, Cursuri de apă de la nivel de câmpie la nivel montan, cu vegetație Ranunculion fluitantis și Callitricho-Batrachion, Râuri mediteraneene cu debit permanent cu specii de Paspalo-Agrostidion și galerii riverane de Salix și de Populus alba, Râuri mediteraneene cu debit intermitent, cu specii de Paspalo-Agrostidion, Pajiști uscate europene, Lande oro-mediteraneene cu formațiuni endemice de grozamă, Tufărișuri termo-mediteraneene și de pre-deșert, Pseudostepă cu ierburi și specii anuale de Thero-Brachypodietea, Dehesas cu Quercus spp. perene, Pajiști cu Molinia pe soluri calcaroase, turboase sau argilos-nămoloase (Molinion caeruleae), Fânețe de joasă altitudine (Alopecurus pratensis, Sanguisorba officinalis), Pante stâncoase silicioase cu vegetație casmofită, Roci stâncoase cu vegetație pionieră de Sedo-Scleranthion sau Sedo albi-Veronicion dillenii, Păduri termofile cu Fraxinus angustifolia, Păduri aluvionare cu Alnus glutinosa și Fraxinus excelsior (Alno-Padion, Alnion incanae, Salicion albae), Păduri de stejar galițio-portugheze cu Quercus robur și Quercus pyrenaica, Galerii de Salix alba și de Populus alba, Păduri de Quercus suber, Păduri de Quercus ilex și Quercus rotundifolia.
La baza desemnării sitului se află mai multe specii protejate:
- plante (2): Centaurea micrantha subsp. herminii, Veronica micrantha
- păsări (35): vulturul negru (Aegypius monachus), pescăruș albastru (Alcedo atthis), fâsă-de-câmp (Anthus campestris), fâsă de luncă (Anthus pratensis), buha (Bubo bubo), ciocârlie-cu-degete-scurte (Calandrella brachydactyla), Caprimulgus ruficollis, scatiu (Carduelis spinus), măcăleandru roșcat (Cercotrichas galactotes), barză neagră (Ciconia nigra), șerpar (Circaetus gallicus), erete vânăt (Circus cyaneus), erete cenușiu (Circus pygargus), Clamator glandarius, dumbrăveancă (Coracias garrulus), prepeliță (Coturnix coturnix), cuc (Cuculus canorus), Elanus caeruleus, presură de grădină (Emberiza hortulana), Galerida theklae, vulturul pleșuv sur (Gyps fulvus), acvilă pitică (Hieraaetus pennatus), sfrâncioc cu cap roșu (Lanius senator), ciocârlie de pădure (Lullula arborea), prigoare (Merops apiaster), gaia neagră (Milvus migrans), gaia roșie (Milvus milvus), pietrar mediteranean (Oenanthe hispanica), grangur (Oriolus oriolus), viespar (Pernis apivorus), pitulice de munte (Phylloscopus bonelli), lăstun de mal (Riparia riparia), Sylvia conspicillata, silvie de tufiș (Sylvia undata), sturz-cântător (Turdus philomelos)
- amfibieni (1): Discoglossus galganoi
- mamifere (8): liliac cârn (Barbastella barbastellus), lupul (Canis lupus), vidră de râu (Lutra lutra), râs iberic (Lynx pardinus), Microtus cabrerae, liliac cu urechi mari (Myotis bechsteinii), liliacul mare cu potcoavă (Rhinolophus ferrumequinum), liliacul mic cu potcoavă (Rhinolophus hipposideros)
- nevertebrate (6): Coenagrion mercuriale, fluturele auriu (Euphydryas aurinia), Gomphus graslinii, rădașcă (Lucanus cervus), Macromia splendens, Oxygastra curtisii
- pești (5): Chondrostoma polylepis, Cobitis paludica, Pseudochondrostoma duriense, Rutilus alburnoides, Rutilus lemmingii
- reptile (3): țestoasa de baltă (Emys orbicularis), Lacerta schreiberi, Mauremys leprosa

Pe lângă speciile protejate, pe teritoriul sitului au mai fost identificate 21 de specii de plante, 10 specii de amfibieni, 18 specii de mamifere, 2 specii de pești, 7 specii de reptile.